# Linsjön, Härjedalen
Linsjön är en sjö i Härjedalens kommun i Härjedalen och ingår i Ljusnans huvudavrinningsområde. Sjön har en area på 0,895 kvadratkilometer och ligger 575,3 meter över havet. Sjön avvattnas av vattendraget Linan.

## Delavrinningsområde
Linsjön ingår i det delavrinningsområde (690408-144107) som SMHI kallar för Utloppet av Linsjön. Medelhöjden är 589 meter över havet och ytan är 4,58 kvadratkilometer. Det finns inga avrinningsområden uppströms utan avrinningsområdet är högsta punkten. Linan som avvattnar avrinningsområdet har biflödesordning 3, vilket innebär att vattnet flödar genom totalt 3 vattendrag innan det når havet efter 233 kilometer. Avrinningsområdet består mestadels av skog (45 procent) och sankmarker (35 procent). Avrinningsområdet har 0,89 kvadratkilometer vattenytor vilket ger det en sjöprocent på 19,5 procent.